# Épine iliaque antérieure et inférieure
L'épine iliaque antérieure et inférieure est une saille osseuse sur le bord antérieur de l'os coxal au niveau du bord antérieur de l'aile de l'ilium.

## Structure
L'épine iliaque antérieure et inférieure est située sous l'épine iliaque antérieure et supérieure. Elle en est séparée par une échancrure.
Au-dessous de cette épine se trouve une gouttière donnant passage au muscle ilio-psoas.
Sa face latérale donne insertion au muscle droit fémoral.

## Embryologie
L'épine iliaque antérieure et inférieure se forme à partir d'un centre d'ossification séparé du reste de l'ilium.

## Aspect clinique
L'origine du muscle droit fémoral peut se décoller de l'épine iliaque par un stress mécanique important. Celui-ci peut être réinséré chirurgicalement.